# Periophthalmus gracilis
A Periophthalmus gracilis a csontos halak (Osteichthyes) főosztályának a sugarasúszójú halak (Actinopterygii) osztályába, ezen belül a sügéralakúak (Perciformes) rendjébe, a gébfélék (Gobiidae) családjába és az iszapugró gébek (Oxudercinae) alcsaládjába tartozó faj.

## Előfordulása

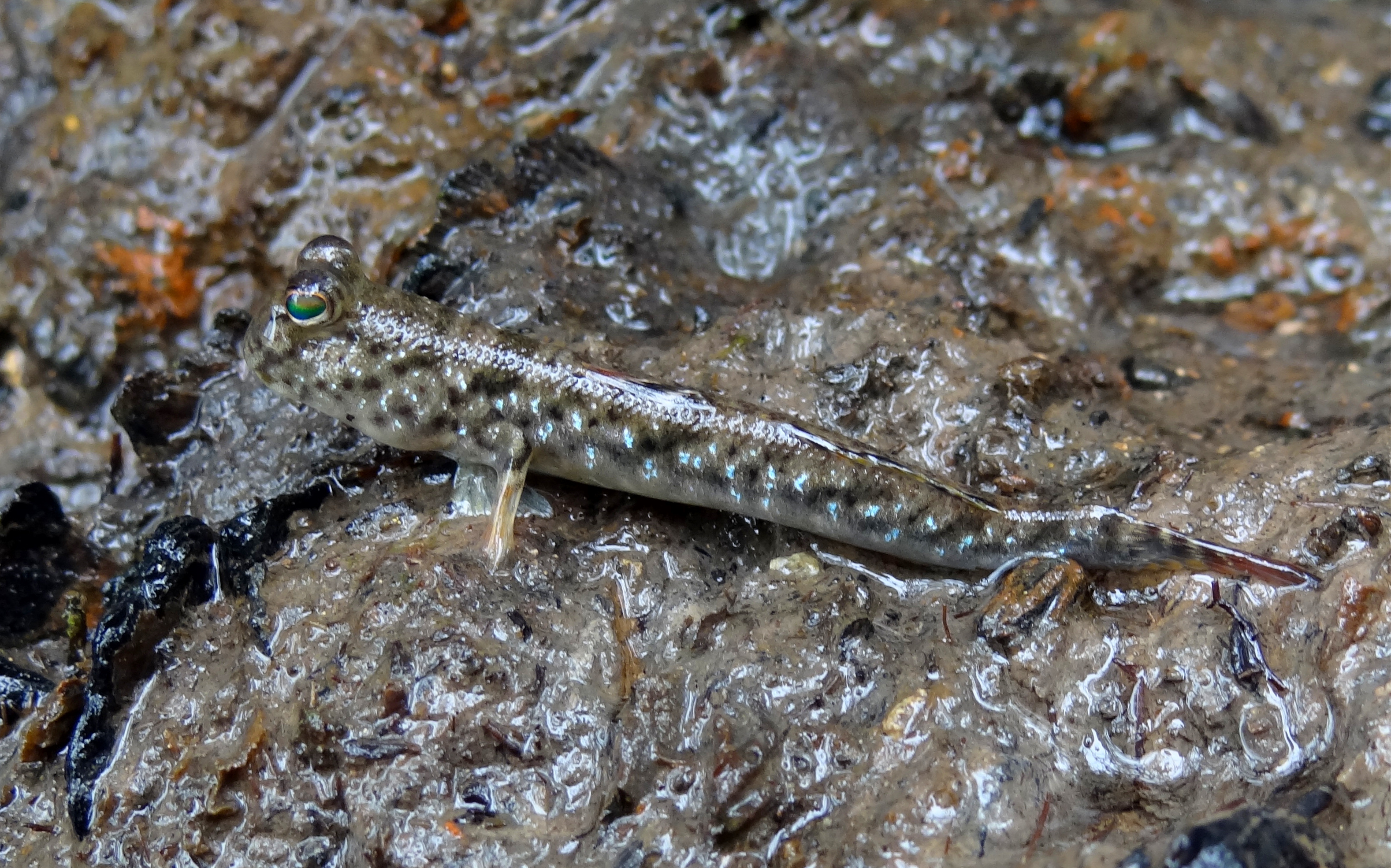
A hal Szingapúr egyik partján

A Periophthalmus gracilis előfordulási területe az Indiai-óceán és a Csendes-óceán határán van. A következő országok tengerpartjain lelhető fel: a Fülöp-szigetek, Indonézia, Malajzia, Szingapúr és Ausztrália.

## Megjelenése
Ez a halfaj legfeljebb 4,5 centiméter hosszú. Egy hosszanti sorban 52-70 pikkely ül. A hasúszók nincsenek összeforrva, tehát nincs tapadókorongja. Az első hátúszója rövid és lekerekített; majdnem a szélén egy barna sáv húzódik, amely egy fekete foltban végződik; egyik tüskéje sem hosszabb a másiknál. A második hátúszón egy szürke csík van. A két hátúszó nincs összekötve.

## Életmódja
Trópusi halfaj, amely egyaránt megél a sós- és brakkvízben is. Az oxigént képes, egyenesen a levegőből kivenni, azzal a feltétellel, ha nedvesek a kopoltyúi és a bőre. A víz alá is lemerülhet. Az árapálytérségeket választja élőhelyül.